# Gemeinde Divača

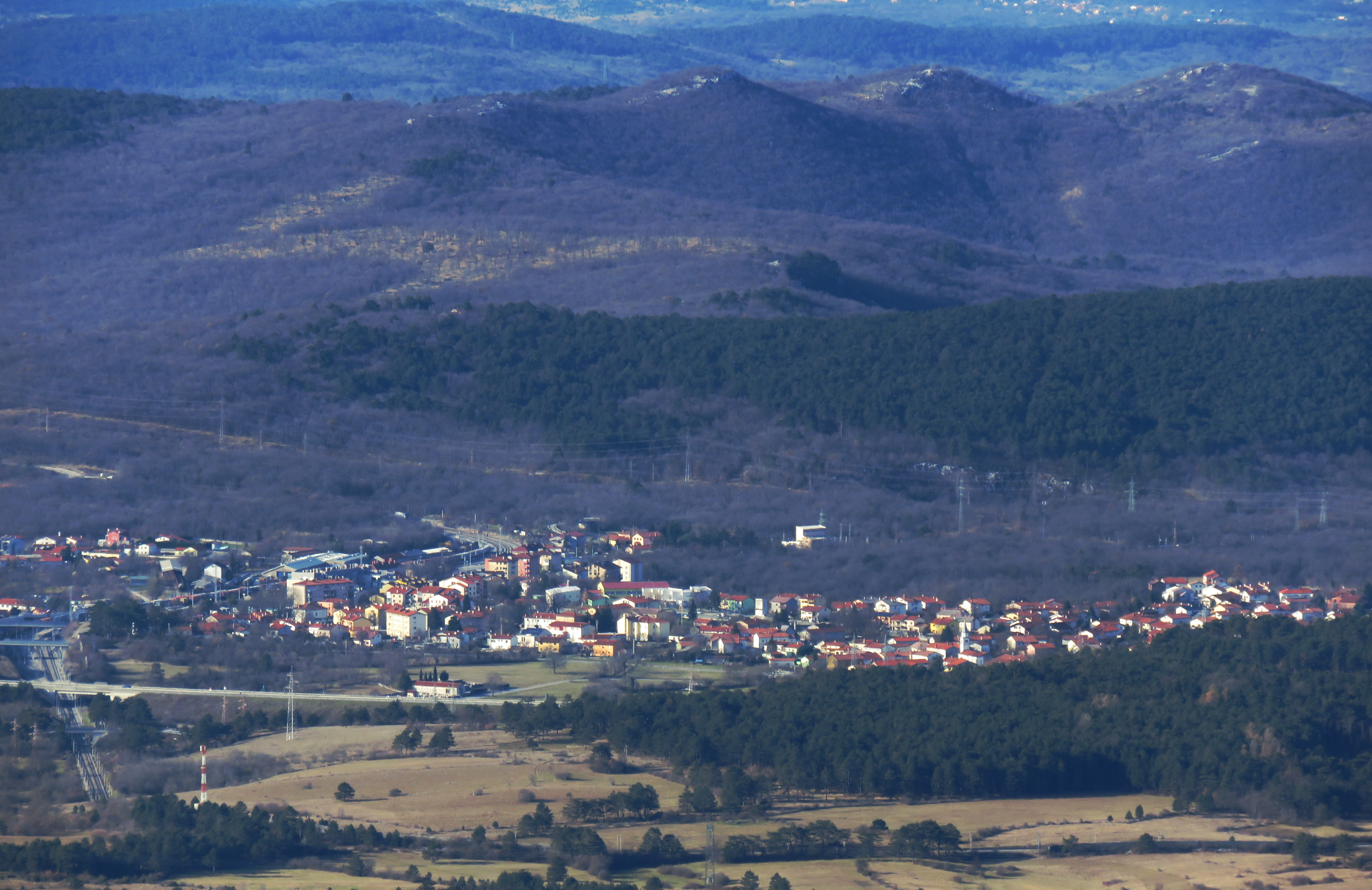
Blick auf Divača

Die Gemeinde Divača (italienisch Divaccia, deutsch Waatsche) ist eine Gemeinde in Südwest-Slowenien östlich der italienischen Hafenstadt Triest in der historischen Landschaft Primorska, Region Obalno-kraška.
Sitz der Gemeindeverwaltung ist die Ortschaft Divača.

## Lage
Die Gemeinde liegt wenige Kilometer von der italienischen Grenze entfernt. Zur Gemeinde gehört der Ortsteil Škocjan, in dem die Höhlen von Škocjan liegen. Das Gemeindegebiet gehört mit zum Brkini-Hügelland.

## Ortschaften
Die Gemeinde umfasst 32 Ortschaften.
- Barka
- Betanja
- Brežec pri Divači
- Dane pri Divači
- Divača
- Dolenja vas
- Dolnje Ležeče
- Dolnje Vreme
- Famlje
- Gabrče
- Goriče pri Famljah
- Gornje Ležeče
- Gornje Vreme
- Gradišče pri Divači
- Kačiče-Pared
- Kozjane
- Laže
- Matavun
- Misliče
- Naklo
- Otošče
- Podgrad pri Vremah
- Potoče
- Senadole
- Senožeče
- Škocjan
- Škoflje
- Vareje
- Vatovlje
- Vremski Britof
- Zavrhek

## Nachbargemeinden
| Sežana         | Vipava, Postojna                            | Postojna         |
| Sežana         | Kompassrose, die auf Nachbargemeinden zeigt | Postojna, Pivka  |
| Hrpelje-Kozina | Hrpelje-Kozina                              | Ilirska Bistrica |

## Geschichte
Auf dem Gemeindegebiet wurden zwei Massengrab aus der Zeit des Zweiten Weltkriegs gefunden, eines in der Stadt und eines im Weiler Naklo.

## Sehenswürdigkeiten
- Höhlen von Škocjan
- Karstlandschaft des Brkini-Hügellandes.